# Adelaide Johnson

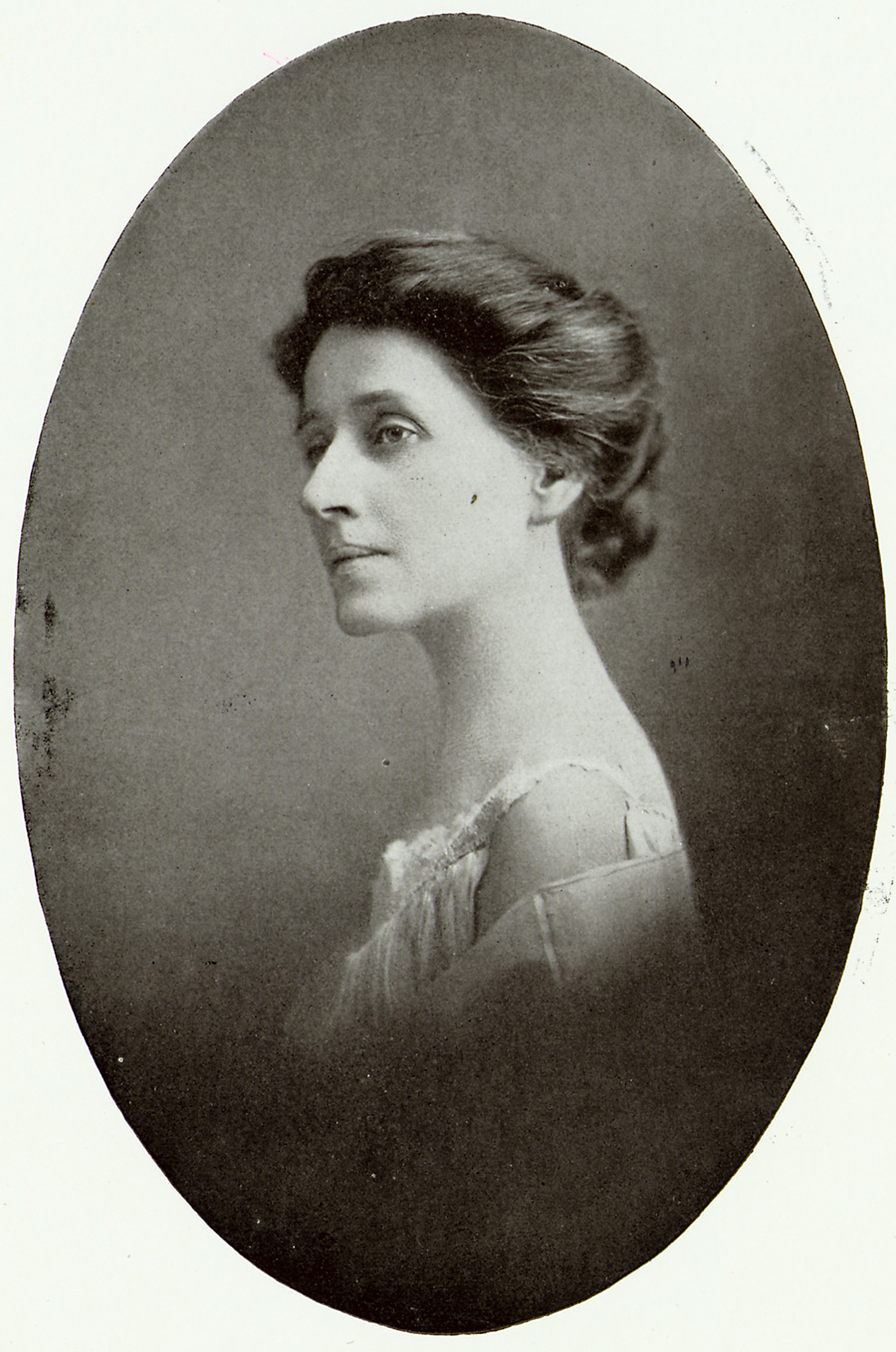
Adelaide Johnson

Adelaide Johnson (* 26. September 1859 in Plymouth, Illinois; † 10. November 1955 in Washington, D.C.) war eine amerikanische Bildhauerin.

## Leben
Adelaide Johnson ist die Tochter von Christopher und Margareth Johnson. Sie stammt ursprünglich aus ländlichen Verhältnissen aus Plymouth, Illinois und besuchte später die St. Louis School of Design. In 1878 veränderte sie ihren Namen von Sarah Adeline zu Adelaide Johnson.

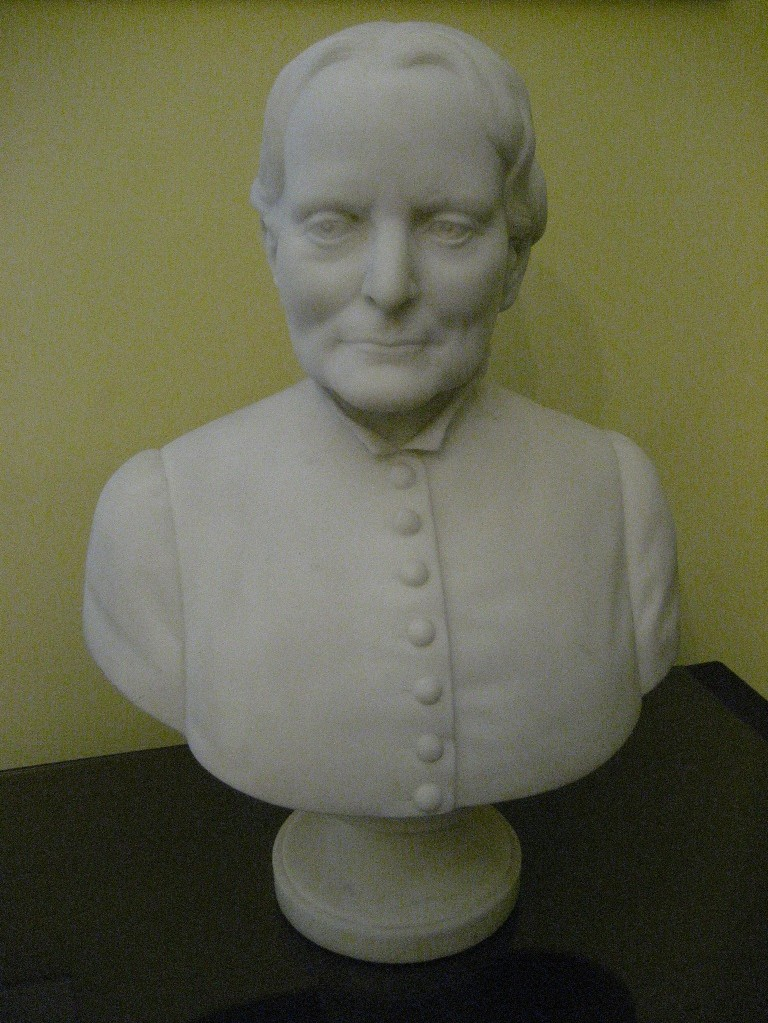
Büste von Caroline B. Winslow

Nach einem Unfall 1882 bekam Adelaide Johnson eine Entschädigung über 15 000 Dollar. Mit dem Geld konnte sie ab 1883 in Dresden Malerei und ab 1884 in Rom bei Giulio Monteverde studieren. Dort wie auch in Carrara, London, New York, Chicago und Washington bezog sie temporär Ateliers.
Sie stellte 1893 in Chicago im Frauenpavillon der World’s Columbian Exposition Büsten der Suffragetten Lucretia Mott, Susan B. Anthony, Elizabeth Cady Stanton und Caroline B. Winslow aus.
Adelaide Johnson heiratete 1896 den elf Jahre jüngeren Geschäftsmann Alexander Frederick Jenkins. Die Ehe ging 1908 auseinander.
Als Hauptwerk gilt ihr Memorial to the Pioneers of the Woman's Suffrage Movement. Vermittelt wurde der Auftrag durch die New Yorker Suffragette Alva Belmont. Heute befindet sich das Monument in der Rotunde im Kapitol, wohin es 1997 aus der Krypta transferiert wurde. Der Öffentlichkeit wurde das Werk am 15. Februar 1921, dem Geburtstag von Susan Anthony, präsentiert.

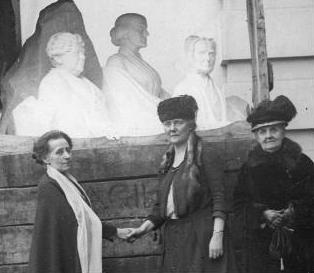
Johnson (links) bei der Enthüllung des Portrait Monument für Lucretia Mott, Elizabeth Cady Stanton und Susan B. Anthony im Jahr 1921.

Ab den 1930er Jahren war sie auf finanzielle Hilfe angewiesen. Die Folge der finanziellen Situation war eine drohende Zwangsräumung, der sie 1939 mit Zerstörung einiger Büsten unter Anwesenheit der Presse begegnete. Durch die Intervention Sol Blooms soll sie der Zwangsräumung entgangen sein.
1947 zog sie zu Freunden und trat in einer Quizshow auf, um Geld zu gewinnen.

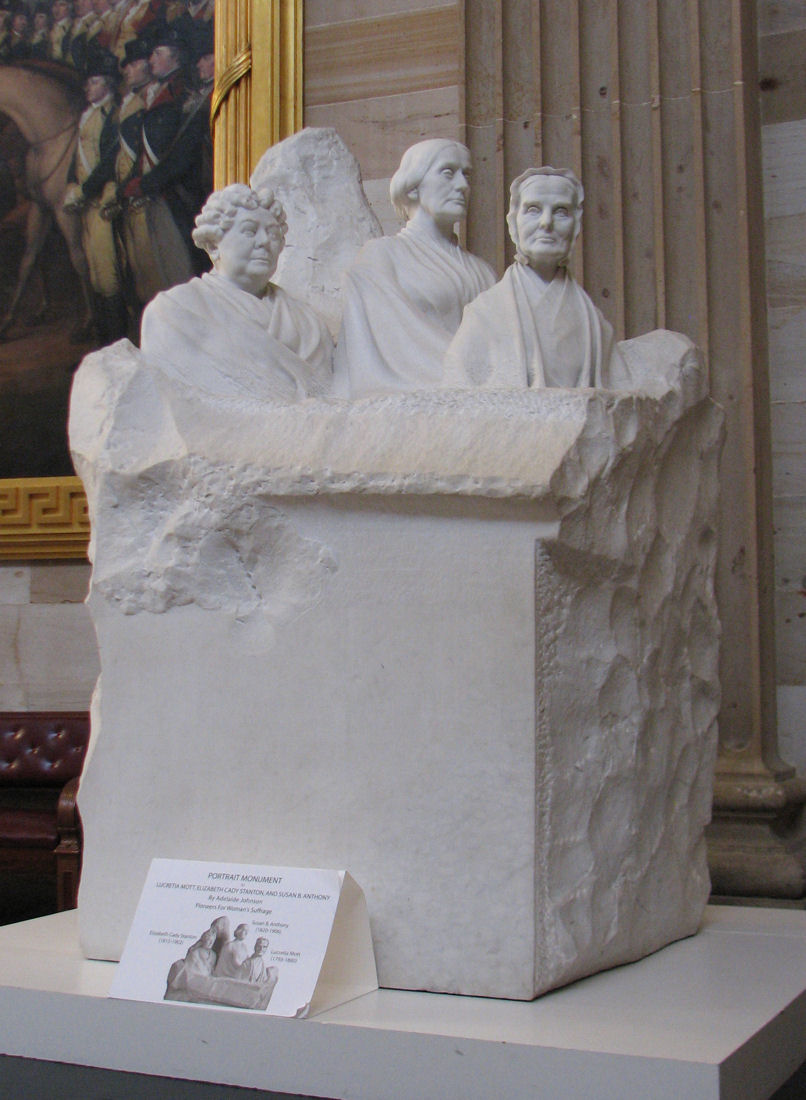
Aufstellung der Statue in der Rotunde des Kapitols

Adelaide Johnson spielte mit der korrekten Angabe ihres Alters. Auf ihrer Heiratsurkunde soll sie sich drei Jahre jünger datiert haben. Ebenso gab sie an, ihren 100. Geburtstag zu feiern, als sie erst 88 Jahre als war. Gestorben ist sie mit 96 Jahren und begraben in Washington D.C. auf dem Congressional Cemetery.

## Werke
- Porträtmonument für Lucretia Mott, Elizabeth Cady Stanton und Susan B. Anthony, Rotunde Kapitol[6]
- Porträtbüste von Lucretia Mott, National Museum of American History, Washington D.C.[7]
- Büste von Susan B. Anthony im Metropolitan Museum, New York[8]
- Büste von Ellen Harden Walworth
- Büste von Caroline B. Winslow